# Region West (Junior League Baseball World Series)
Die Region West ist eine der fünf Regionen der Vereinigten Staaten, welche Teilnehmer an die Junior League Baseball World Series entsendeten. Die Region West nimmt seit 1981 an diesem Turnier teil.
Bis 2001 war die Region in vier Divisionen aufgeteilt. Die Sieger jeder Division spielten um den Startplatz an den Junior League World Series. Seit 2002 spielen alle zugeordneten Staaten an einem gemeinsamen Turnier um den Startplatz.

## Teilnehmende Staaten
Folgende Staaten sind in dieser Region organisiert:
- Alaska
- Arizona
- Hawaii
- Idaho
- Montana
- Nevada
- Nordkalifornien
- Oregon
- Südkalifornien
- Utah
- Washington

Der Gastgeber stellt zusätzlich eine Mannschaft.

## Regionale Meisterschaften seit 2002
2002 wurden die Regionen zum Teil neu strukturiert.
Die jeweiligen Gewinner sind grün markiert.
| Jahr | Gastgeber                      | Alaska                       | Arizona                        | Hawaii                                                 | Idaho                        | Montana                                                                 | Nevada                     | Nordkalifornien                   | Oregon                       | Südkalifornien                                    | Utah                         | Washington                          |
| ---- | ------------------------------ | ---------------------------- | ------------------------------ | ------------------------------------------------------ | ---------------------------- | ----------------------------------------------------------------------- | -------------------------- | --------------------------------- | ---------------------------- | ------------------------------------------------- | ---------------------------- | ----------------------------------- |
| 2002 | Kein Teilnehmer                | Kein Teilnehmer              | Kein Teilnehmer                | Hawaii                                                 | Kein Teilnehmer              | Kein Teilnehmer                                                         | Nevada                     | Nordkalifornien                   | Kein Teilnehmer              | Yucaipa American LL Yucaipa                       | Kein Teilnehmer              | Kein Teilnehmer                     |
| 2003 | Kein Teilnehmer                | Kein Teilnehmer              | Scottsdale LL Scottsdale       | Aiea LL ʻAiea                                          | Kein Teilnehmer              | Kein Teilnehmer                                                         | Kein Teilnehmer            | Union City LL Union City          | Kein Teilnehmer              | La Mirada LL La Mirada                            | Kein Teilnehmer              | Kein Teilnehmer                     |
| 2004 | Tualatin LL Portland           | Gastineau Channel LL Juneau  | North Scottsdale LL Scottsdale | Pearl City LL Pearl City                               | North Boise/Capital LL Boise | Billings Heights National LL Billings                                   | Redrock LL Las Vegas       | Woodcreek LL Roseville            | Peninsula LL Portland        | North Mission Viejo LL Mission Viejo              | Cedar American LL Cedar City | Selah LL Selah                      |
| 2005 | Lake Oswego LL Lake Oswego     | Dimond-West LL Anchorage     | Douglas LL Douglas             | Pearl City LL Pearl City                               | East Boise LL Boise          | Missoula Southside LL Missoula                                          | Spring Valley LL Las Vegas | Sutter Buttes LL Yuba City        | West Salem LL Salem          | Viejo LL Mission Viejo                            | Snow Canyon LL Santa Clara   | Cascade LL Vancouver                |
| 2006 | Beaverton Area LL Beaverton    | Gastineau Channel LL Juneau  | Red Mountain National LL Mesa  | Pearl City LL Pearl City                               | West Valley LL Eagle         | Burlington/Central Giants LL Billings                                   | Henderson LL Henderson     | Bear River LL Grass Valley        | Jefferson County LL Madras   | Viejo LL Mission Viejo                            | Snow Canyon LL Santa Clara   | Cascade LL Vancouver                |
| 2007 | Kein Teilnehmer                | Dimond-West LL Anchorage     | Red Mountain National LL Mesa  | Pearl City LL Pearl City                               | West Valley LL Eagle         | Billings Heights National LL Billings                                   | Green Valley LL Henderson  | Lincoln Glen LL San José          | Murrayhill LL Beaverton      | Tijeras Creek LL Rancho Santa Margarita           | Cedar American LL Cedar City | Federal Way National LL Federal Way |
| 2008 | Aliso Viejo LL Aliso Viejo     | Dimond-West LL Anchorage     | Mountain View LL Scottsdale    | Hilo American/National LL Hilo                         | West Valley LL Eagle         | Butte Northwest/Mile High LL Butte                                      | Lone Mountain LL Las Vegas | Rocklin LL Rocklin                | Saint Helens LL St. Helens   | Tijeras Creek LL Rancho Santa Margarita           | Snow Canyon LL Santa Clara   | Columbia LL Vancouver               |
| 2009 | Laguna Niguel LL Laguna Niguel | Gastineau Channel LL Juneau  | Mountain View LL Scottsdale    | Hilo American/National LL Hilo                         | Nampa Valley LL Nampa        | Billings Heights National LL Billings                                   | Henderson LL Henderson     | Mission San Jose LL Fremont       | Cascade LL Turner            | Montalvo LL Ventura                               | Snow Canyon LL Santa Clara   | Yakima National LL Yakima           |
| 2010 | Aliso Viejo LL Aliso Viejo     | Gastineau Channel LL Juneau  | Nogales National LL Nogales    | Hilo LL Hilo                                           | Post Falls LL Post Falls     | Butte Northwest/Mile High LL Butte                                      | Henderson LL Henderson     | Rocklin LL Rocklin                | Reynolds LL Troutdale        | El Monte American LL El Monte                     | Cedar American LL Cedar City | Central Whidbey LL Coupeville       |
| 2011 | Laguna Niguel LL Laguna Niguel | Gastineau Channel LL Juneau  | Sunnyside LL Tucson            | Waipio LL Waipahu                                      | Nampa Valley LL Nampa        | Billings Big Sky LL Billings                                            | Henderson LL Henderson     | Tri-City LL Rocklin               | Scappoose LL Scappoose       | San Clemente LL San Clemente                      | Cedar American LL Cedar City | Upper Valley LL Naches              |
| 2012 | Columbia LL Vancouver          | Gastineau Channel LL Juneau  | Yuma West LL Yuma              | Central East Maui/Maui Up Country LL Wailuku / Makawao | North Boise/Capital LL Boise | Lolo Peak/Mullan Trail/Mount Jumbo East LL Frenchtown / Lolo / Missoula | Carson City LL Carson City | Rocklin LL Rocklin                | Murrayhill LL Beaverton      | Manhattan LL Manhattan Beach                      | Cedar National LL Cedar City | Upper Valley LL Naches              |
| 2013 | Central Vancouver LL Vancouver | Abbott-O-Rabbit LL Anchorage | Rio Rico LL Rio Rico           | Central East Maui LL Wailuku                           | Nampa Valley LL Nampa        | Mount Jumbo LL Missoula                                                 | Reno American LL Reno      | Woodcreek LL Roseville            | Parrish LL Salem             | La Mirada LL La Mirada                            | Cedar National LL Cedar City | West Valley LL Yakima               |
| 2014 | East County LL Washougal       | Gastineau Channel LL Juneau  | Nogales National LL Nogales    | Ewa Beach LL Ewa Beach                                 | Sandpoint LL Sandpoint       | Kein Teilnehmer                                                         | Centennial LL Sparks       | Pleasanton National LL Pleasanton | West Salem LL Salem          | Manhattan/Hermosa Beach LL ManhattanHermosa Beach | Snow Canyon LL Santa Clara   | Pacwest LL SeaTac                   |
| 2015 | Kein Teilnehmer                | Ketchikan LL Ketchikan       | Nogales National LL Nogales    | Pearl City LL Pearl City                               | Sandpoint LL Sandpoint       | Billings Big Sky LL Billings                                            | Centennial LL Sparks       | Gilroy LL Gilroy                  | Beaverton/Aloha LL Beaverton | Manhattan LL Manhattan                            | Snow Canyon LL Santa Clara   | Selah LL Selah                      |

## Resultate an den Junior League World Series

### Nach Jahr
| Jahr | Mannschaft                 | Stadt                   | Klassierung   | W-L |
| ---- | -------------------------- | ----------------------- | ------------- | --- |
| 1981 |                            | Bassett                 |               |     |
| 1982 |                            |                         |               |     |
| 1983 |                            |                         |               |     |
| 1984 |                            | Pearl City              | Weltmeister   |     |
| 1985 |                            |                         |               |     |
| 1986 |                            |                         |               |     |
| 1987 |                            | Rowland Heights         | Weltmeister   |     |
| 1988 |                            | Hilo                    | Zweiter Platz |     |
| 1989 |                            |                         |               |     |
| 1990 |                            |                         |               |     |
| 1991 |                            |                         |               |     |
| 1992 |                            | Tucson                  | Weltmeister   |     |
| 1993 |                            |                         |               |     |
| 1994 |                            | Thousand Oaks           | Weltmeister   |     |
| 1995 |                            |                         |               |     |
| 1996 |                            |                         |               |     |
| 1997 |                            |                         |               |     |
| 1998 |                            | Mission Viejo           | Weltmeister   |     |
| 1999 |                            |                         |               |     |
| 2000 |                            | ʻAiea                   | Weltmeister   |     |
| 2001 | ʻAiea LL                   | ʻAiea                   | Weltmeister   | 4–1 |
| 2002 | Yucaipa American LL        | Yucaipa                 | US Finale     | 3–2 |
| 2003 | La Mirada LL               | La Mirada               | Weltmeister   | 5–2 |
| 2004 | Pearl City LL              | Pearl City              | US Finale     | 3–2 |
| 2005 | Pearl City LL              | Pearl City              | US Finale     | 3–2 |
| 2006 | Pearl City LL              | Pearl City              | US Finale     | 3–2 |
| 2007 | Pearl City LL              | Pearl City              | Weltmeister   | 6–0 |
| 2008 | Hilo American/National LL  | Hilo                    | Zweiter Platz | 4–2 |
| 2009 | Mountain View LL           | Scottsdale              | Weltmeister   | 6–0 |
| 2010 | El Monte American LL       | El Monte                | US Finale     | 3–2 |
| 2011 | Sunnyside LL               | Tucson                  | US Finale     | 3–2 |
| 2012 | Manhattan LL               | Manhattan Beach         | Gruppenphase  | 1–3 |
| 2013 | Rio Rico LL                | Rio Rico                | Zweiter Platz | 4–2 |
| 2014 | Manhattan/Hermosa Beach LL | Manhattan/Hermosa Beach | US Finale     | 3–2 |
| 2015 | Pearl City LL              | Pearl City              | Gruppenphase  | 2–2 |

 Stand nach den Junior League World Series 2015